# Fotbalová reprezentace Pobřeží slonoviny
Fotbalová reprezentace Pobřeží slonoviny reprezentuje Pobřeží slonoviny na mezinárodních fotbalových akcích, jako je mistrovství světa nebo Africký pohár národů.
Mistrovství světa
Svou premiéru na MS si odbyli v roce 2006 na Mistrovství světa v Německu. Skončili ve skupině na 3. místě. Po úvodní porážce 1:2 s Argentinou, přišla prohra 1:2 též s Holanďany a závěrečná otočka ve střetnutí s Jugoslávií 3:2 je už před koncem na šampionátu neochránila. Svět i přesto výkon nováčka ocenil.
V roce 2010 v JAR se dostali znovu do "skupiny smrti". Tentokráte byli ale blíže k postupu než před čtyřmi lety. Na úvod remizovali s Portugalskem, pak prohráli s Brazílií 1:3 a jejich závěrečná výhra nad KLDR je posunula opět pouze na 3. místo.
V roce 2014 v Brazílii měla zlatá generace Pobřeží slonoviny poslední šanci na MS. Na úvod sloni otočili duel s Japonskem a i přes klopýtnutí s Kolumbií si na poslední zápas jejich fanoušci jistě museli věřit. Pro Pobřeží slonoviny se ale i jejich třetí MS stalo zlým snem. Za postupového stavu 1:1 v zápase s Řeckem spadl v pokutovém území Georgios Samaras a ten samý hráč v 93.minutě penaltu proměnil. Konec 1:2 znamenal pro slony třetí vyřazení během tří světových šampionátů...

## Mistrovství světa
Seznam zápasů fotbalové reprezentace Pobřeží slonoviny na MS
| Rok    | Účast                                           | Soupisky |
| ------ | ----------------------------------------------- | -------- |
| 1930   | Bez účasti                                      |          |
| 1934   | Bez účasti                                      |          |
| 1938   | Bez účasti                                      |          |
| 1950   | Bez účasti                                      |          |
| 1954   | Bez účasti                                      |          |
| 1958   | Bez účasti                                      |          |
| 1962   | Bez účasti                                      |          |
| 1966   | Bez účasti                                      |          |
| 1970   | Bez účasti                                      |          |
| 1974   | Nepostoupili z kvalifikace                      |          |
| 1978   | Nepostoupili z kvalifikace                      |          |
| 1982   | Nepostoupili z kvalifikace                      |          |
| 1986   | Nepostoupili z kvalifikace                      |          |
| 1990   | Nepostoupili z kvalifikace                      |          |
| 1994   | Nepostoupili z kvalifikace                      |          |
| 1998   | Nepostoupili z kvalifikace                      |          |
| 2002   | Nepostoupili z kvalifikace                      |          |
| 2006   | Základní skupina                                | soupiska |
| 2010   | Základní skupina                                | soupiska |
| 2014   | Základní skupina                                | soupiska |
| 2018   | Nepostoupili z kvalifikace                      |          |
| 2022   | Nepostoupili z kvalifikace                      |          |
| Celkem | účast – 3× zlato – 0×, stříbro – 0×, bronz – 0× |          |

Ze země slonů vzešla i spousta hráčů světového formátu:
- Didier Drogba
- Jean-Michael Seri
- Yaya Touré
- Gervinho
- Kolo Touré
- Didier Zokora
- Salomon Kalou
- Wilfried Bony
- Jean-Jacques Tizié
- Wilfried Zaha
- Franck Kessié
- Nicolás Pépé
- Serge Aurier
- Emmanuel Eboué